# Šarići (Plužine)
Pour les articles homonymes, voir Šarići.
Šarići (en serbe cyrillique : Шарићи) est un village de l'ouest du Monténégro, dans la municipalité de Plužine.

## Démographie

### Évolution historique de la population
| 1948 | 1953 | 1961 | 1971 | 1981 | 1991 | 2003 |
| ---- | ---- | ---- | ---- | ---- | ---- | ---- |
| 84   | 93   | 100  | 80   | 61   | 39   | 18   |